# Esymus pyreti
Esymus pyreti är en skalbaggsart som beskrevs av Penecke 1911. Esymus pyreti ingår i släktet Esymus och familjen Aphodiidae. Inga underarter finns listade i Catalogue of Life.